# Tariq Ali
Pour les articles homonymes, voir Ali.
Tariq Ali (né le 21 octobre 1943 à Lahore) est un historien, écrivain et commentateur politique britannique, d'origine pakistanaise. Il est l'auteur d'un grand nombre d'ouvrages, en particulier sur l'Asie du Sud, le Moyen-Orient, l'histoire de l'Islam, l'empire américain et la résistance politique.
Il est membre du comité de rédaction de la New Left Review, et contribue régulièrement à The Guardian, CounterPunch et à la London Review of Books. Il est directeur éditorial de la maison d'édition londonienne Verso.

## Biographie
Tariq Ali, l'aîné de trois enfants, est né et a été élevé à Lahore, dans le Raj britannique, maintenant le Pakistan. Son père, Mazhar Ali Khan, était journaliste, tandis que sa mère, Tahira Mazhar Ali Khan (fille de Sir Sikandar Hyat Khan, qui a dirigé la Ligue musulmane et administré la province du Penjab de 1937 à 1942), était une activiste politique et mentor de Benazir Bhutto.
Alors qu'il étudie à l'université de Penjab, il organise des manifestations contre la dictature militaire pakistanaise. Son oncle est alors chef des renseignements militaires pakistanais. Ses parents décident de faire émigrer Tariq Ali en Angleterre pour étudier au Collège d'Exeter, où il étudie la philosophie, la politique et l'économie. Il est élu président de l'Oxford Union, société qui organise des débats.
Sa notoriété commence à grandir pendant la guerre du Viêt Nam, au cours de laquelle il participe à des débats contre la guerre avec des personnalités comme Henry Kissinger et Michael Stewart. Au fil du temps, Tariq Ali devient de plus en plus critique envers la politique étrangère des États-Unis et d'Israël et s'impose comme une figure internationale pour les opposants à la politique étrangère des États-Unis. Il est aussi un vigoureux opposant des relations américaines avec le Pakistan qui tendaient à soutenir la dictature militaire.
Actif dans la New Left dans les années 1960, il a longuement été associé à la New Left Review. Attiré dans le mouvement socialiste révolutionnaire à travers sa participation au journal The Black Dwarf, il rejoint en 1968 le parti trotskyste International Marxist Group (IMG). Il devient ensuite membre du comité exécutif international de la Quatrième Internationale (Secrétariat unifié). Il aurait inspiré aux Rolling Stones leur chanson « la plus politique », « Street Fighting Man », enregistrée en 1968.

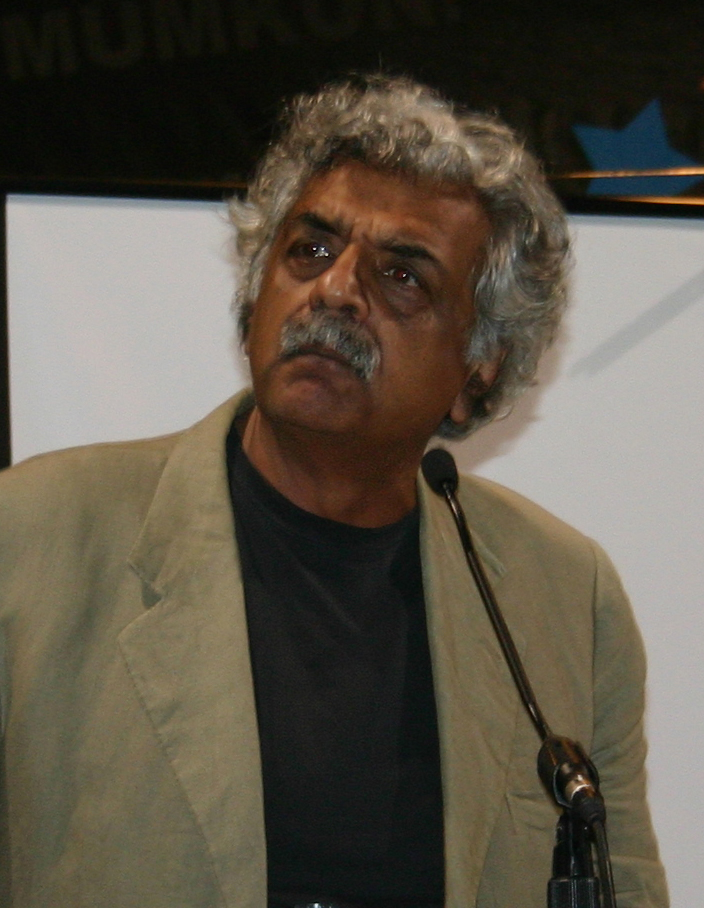
Tariq Ali au Forum social de Turquie à Istanbul, le 30 octobre 2006.

Dans le même temps, il est candidat pour l'IMG lors des élections parlementaires britanniques de février 1974. En 1981, l'IMG est dissous lorsque ses membres rejoignent le Parti travailliste. Tariq Ali cesse alors son activisme dans la gauche révolutionnaire et soutient Tony Benn. Il devient propriétaire d'une compagnie indépendante de production pour la télévision, Bandung, qui a produit des programmes pour Channel 4 dans les années 1980.
En 1990, il publie le roman satirique Redemption, sur l'incapacité des trotskystes à faire face à l'effondrement du bloc de l'Est, et dans lequel il parodie de nombreuses personnalités du mouvement trotskyste. Dans Clash of Fundamentalisms, il replace les attentats du 11 septembre 2001 dans une perspective historique, en traçant l'histoire de l'Islam depuis ses origines. Son ouvrage Bush in Babylon constitue une critique de l'invasion de l'Irak en 2003 par le président américain George W. Bush. Il estimait alors que le Gouvernement intérimaire irakien échouerait dans sa mission.
Critique du néolibéralisme, il était présent au Forum social mondial de 2005 à Porto Alegre (Brésil) et l'un des dix-neuf à signer le Manifeste de Porto Alegre.
Il est membre du comité de parrainage du Tribunal Russell sur la Palestine dont les travaux ont commencé le 4 mars 2009.
Il vit actuellement à Londres avec sa compagne Susan Watkins, rédactrice en chef de la New Left Review.

## Publications en anglais

### Essais
- Pakistan: Military Rule or People's Power (1970)
- 1968 and After: Inside the Revolution (1978)
- Chile, Lessons of the Coup: Which Way to Workers Power (1978)
- Trotsky for Beginners (1980)
- The Stalinist Legacy: Its Impact on 20th-Century World Politics (1984)
- Who's Afraid of Margaret Thatcher?: In Praise of Socialism (1984)
- The Nehrus and the Gandhis: An Indian Dynasty (1985)
- Street Fighting Years: An Autobiography of the Sixties (1987)
- Revolution from Above: Soviet Union Now (1988)
- Iranian Nights (1989)
- Moscow Gold (1990)
- Can Pakistan Survive?: The Death of a State (1991)
- Necklaces (1992)
- Fear of Mirrors (1998)
- 1968: Marching in the Streets (1998)
- Ugly Rumours (1998)
- Masters of the Universe: NATO's Balkan Crusade (2000)
- Clash of Fundamentalisms: Crusades, Jihads and Modernity (2002)
- Bush in Babylon (2003)
- Conversations with Edward Saïd (2005)
- Rough Music (2005)
- Speaking of Empire and Resistance: Conversations with Tariq Ali (2005)
- Street-Fighting Years: An Autobiography of the Sixties (2005)
- The Leopard and the Fox (2006)
- Pirates of the Caribbean: Axis of Hope (2006)
- A Banker for All Seasons: Bank of Crooks and Cheats Incorporated (2007)
- The assassination: Who Killed Indira G? (2008)
- The Duel: Pakistan on the Flight Path of American Power (2008)
- The Protocols of the Elders of Sodom: and other Essays (2009)
- The Idea of Communism (2009)
- The Obama Syndrome: Surrender at Home, War Abroad (2010)
- On History: Tariq Ali and Oliver Stone in Conversation (2011)
- The Extreme Centre: A Warning, Verso Books, Londres, janvier 2015, réédition mars 2017 (The Extreme Centre: A second Warning)
- The dilemmas of Lenin (2017)
- Winston Churchill, His times, His crimes (2022)

### Romans
- Redemption (1990)
- Shadows of the Pomegranate Tree (1992)
- The Book of Saladin (1998)
- The Stone Woman (2000)
- A Sultan in Palermo (2005)
- Night of the Golden Butterfly (2010)

## Traductions en français

### Essais
- Tariq Ali, Pakistan : dictature militaire ou pouvoir populaire ? [« Pakistan: Military Rule or People's Power »], Paris, Éditions François Maspero, coll. « Livres rouges », 1971, 262 p.
- Tariq Ali et Bernard Schalscha (trad. Patrick Silberstein), La Peur des miroirs [« Fear of Mirrors »], Paris, Éditions Syllepse, coll. « Hors collection », 2001, 326 p. (ISBN 978-2-913165-23-6)
- Tariq Ali et Sylvette Gleize (trad. Sylvette Gleize), Le Choc des intégrismes : Croisades, djihad et modernité [« Clash of Fundamentalisms: Crusades, Jihads and Modernity »], Paris, Éditions Textuel, coll. « La Discorde », 2002, 340 p. (ISBN 978-2-84597-053-3)
- Naomi Klein, Jean Bricmont, Tariq Ali, Geoffrey Geuens (Collectif), Mourir pour McDo en Irak : Colonisation américaine, résistance irakienne, Bruxelles, Belgique, Aden Éditions, coll. « petite bibliothèque », 2004, 160 p. (ISBN 978-2-9600273-7-2)
- Bush à Babylone : La recolonisation de l'Irak [« Bush in Babylon »], La Fabrique, 2004, 250 p. (ISBN 978-2-913372-37-5)
- Tariq Ali (trad. de l'anglais par Jean-Luc Fidel), Quelque chose de pourri au Royaume-Uni : Libéralisme et terrorisme, Montréal, Éditions Liber, coll. « Raison d'agir », 2006, 141 p. (ISBN 978-2-912107-32-9)
- Tariq Ali (trad. de l'anglais par Étienne Dobenesque), Obama s’en va-t-en guerre [« The Obama Syndrome: Surrender at Home, War Abroad »], Paris, France, Éditions La Fabrique, 2010, 181 p. (ISBN 978-2-35872-014-4)
- L'histoire non dite des États-Unis [« On History: Tariq Ali and Oliver Stone in Conversation »]  (trad. de l'anglais), Paris, Galaade, 2012, 100 p. (ISBN 978-2-35176-180-9)
- Edward Said : Conversations avec Tariq Ali [« Conversations with Edward Saïd »]  (trad. de l'anglais), Paris, Galaade, 2014, 128 p. (ISBN 978-2-35176-304-9)
- Tariq Ali, Les dilemmes de Lénine : terrorisme, guerre, empire, amour, révolution, Paris, Sabine.Wiesper Editeur, 2017 traduction par Diane Meur.
- Tariq Ali, Winston Churchill, sa vie, ses crimes, Paris, Editions La Fabrique, 2023.

### Romans
- Tariq Ali (trad. Gabriel Buty et Shafiq Naz), A l'ombre du grenadier, Paris, Éditions Complexe, coll. « Heure Furtive », 2003, 220 p. (ISBN 978-2-87027-919-9, lire en ligne)Rééd. 2009, Sabine Wespieser, Paris, 414 p.  (ISBN 978-2848050720)
- Tariq Ali (trad. de l'anglais par Diane Meur), Un sultan à Palerme : roman, Paris, Sabine Wespieser Éditeur, 2007, 357 p. (ISBN 978-2-84805-051-5)
- Tariq Ali (trad. de l'anglais par Diane Meur), Le livre de Saladin : roman, Paris, Sabine Wespieser Éditeur, 2008, 545 p. (ISBN 978-2-84805-060-7)
- Tariq Ali (trad. de l'anglais par Gabriel Buti et Shafiq Naz), L'ombre des grenadiers : roman, Paris, Sabine Wespieser Éditeur, 2009, 416 p. (ISBN 978-2-84805-072-0)
- Tariq Ali (trad. de l'anglais par Gabriel Buti et Shafiq Naz), La Femme de pierre : roman, Paris, Sabine Wespieser Éditeur, 2010, 392 p. (ISBN 978-2-84805-084-3)
- Tariq Ali (trad. de l'anglais par Dominique Goy-Blanquet), La Nuit du Papillon d'or : roman, Paris, Sabine Wespieser Éditeur, 2011, 400 p. (ISBN 978-2-84805-103-1)
- Tariq Ali (trad. Bernard Schalscha et Patrick Silberstein), Berlin – Moscou (La Peur des miroirs) [« Fear of Mirrors »], Paris, Sabine Wespieser Éditeur, 2014, 380 p.  (ISBN 978-2-84805-168-0)

## Source
- (en) Cet article est partiellement ou en totalité issu de l’article de Wikipédia en anglais intitulé « Tariq Ali » (voir la liste des auteurs).